# Tiberi Semproni Grac (militar)
Tiberi Semproni Grac (en llatí Tiberius Sempronius Gracchus) va ser un militar romà. Formava part de la gens Semprònia, i era de la família dels Grac, d'origen plebeu.
Era comandant dels aliats de Roma, en el govern de Marc Claudi Marcel, cònsol l'any 196 aC. Va ser una de les moltes persones il·lustres que va morir en la batalla contra els gals bois. Ho explica Titus Livi.